# Oberreichenbach (Baden-Württemberg)
Oberreichenbach település Németországban, azon belül Baden-Württembergben. Lakosainak száma 3072 fő (2023. december 31.). Oberreichenbach Calw, Bad Liebenzell, Schömberg, Bad Wildbad, Neuweiler és Bad Teinach-Zavelstein községekkel határos.

## Népesség
A település népessége az elmúlt években az alábbi módon változott:
| Lakosok száma | 2088 | 2836 | 2831 | 2931 | 3019 | 3072 |
|               | 1975 | 2017 | 2019 | 2021 | 2022 | 2023 |